# Magic Kids (canale televisivo)
Magic Kids era un canale televisivo argentino di proprietà della società sudamericana Pramer che trasmetteva cartoni animati e programmi per bambini e ragazzi.
I suoi studi erano situati nella calle Ángel Gallardo al numero 1700, a Buenos Aires (Capital Federal). Il direttore della rete era Jorge Contreras.
Le trasmissioni andarono in onda dall'aprile 1995 al maggio 2006. La prima serie trasmessa fu Sailor Moon. Dal 1º gennaio 2006 cessò di trasmettere programmi autoprodotti e fino alla chiusura si limitò a trasmettere cartoni animati già mandati in onda in precedenza.

## Serie trasmesse

### Cartoni animati
- ¿Dónde está Wally?
- Cadillacs y Dinosaurios
- Creepy Crawlers
- Dungeons & Dragons (Calabozos y Dragones)
- El Ataque de los Tomates Asesinos
- El Autobús Mágico
- Garfield
- Highlander: la serie animada
- L'ispettore Gadget
- La Nueva Pantera Rosa
- La tropa Rex
- Las Aventuras del Capitan Barba Roja
- Los Cuentos de la Cripta
- Marsupilami
- Mujercitas
- RoboCop
- Rugrats, aventuras en Pañales
- Spider-Man: The Animated Series
- Street Sharks
- The Tick: La Serie Animada
- The visionaries
- Tom y Oscar
- Volver al Futuro: la serie animada
- Las Aventuras de Sonic el Puercoespín

### Anime
- B't X
- Bucky en busca del mundo cero
- Captain Tsubasa J
- Captain Tsubasa
- Cazafantasmas Mikami
- Detective Conan
- Doraemon
- Dr. Slump
- Dragon Ball
- Dragon Ball Z
- Dragon Ball GT
- Estás Arrestado
- Irresponsable Capitán Taylor
- Koni Chan
- La visión de Escaflowne
- Magic Knight Rayearth (Las Guerreras Magicas)
- Lo stregone Orphen
- Pokémon
- The Powerpuff Girls (Las Chicas Superpoderosas)
- Ranma ½
- Rescue Kids
- Robotech
- Sailor Moon
- Saint Seiya
- Samurai Warriors
- Slam Dunk
- Tantei gakuen Q (Escuela de Detectives)
- Slayers
- Voltron
- Webdiver
- Gakkyu-oh Yamazaki
- Zenki

### Telefilm
- WMAC masters (serie de artes marciales)
- El Chavo del 8
- Alf
- Reboot
- Power Rangers
- El mundo de Beakman
- Beast Wars
- Bananas En Pijamas

### Animazione
- Bump in the Night, animazione con plastilina
- La Puerta del Sótano, animazione con plastilina
- Mr. Go, animazione con plastilina
- Hoota & Snooz, animazione al computer
- Mr. Hiccup
- Oscar And Friends, animazione con plastilina
- Cocomiel
- Danny & Daddy, animazione al computer

### Programmi autoprodotti
- La hora de la leche
- Nivel X, programma dedicato ai videogiochi, condotto da Lionel Campoy e Natalia Dim
- Los Supercampeones condotto da Federico Halley, Diego Arvilly, e Mariana Maffuchi
- Trut y Nek, condotto da Rodrigo Bedoya (Chopper), Mariano Peluffo
- Zona Virtual
- A Jugar Con Hugo, videogioco interattivo (i telespettatori che chiamavano in diretta potevano giocare con i tasti del telefono), condotto da Gaby
- Kito Pizzas
- El Club Del Anime, condotto da Mariela del Carril